# Karneval der Tiere
Der Karneval der Tiere (Le Carnaval des animaux) ist eine Suite für Kammerorchester des französischen Komponisten Camille Saint-Saëns aus dem Jahr 1886. Das Werk ohne Opuszahl hat 14 kleine Sätze und dauert 22–25 Minuten. Zu Lebzeiten hat der Komponist es nicht zur Veröffentlichung freigegeben, heute ist es eines seiner bekanntesten Werke.
In der heutigen Aufführungspraxis werden die Stücke meist von einem Erzähler eingeleitet.

## Geschichte
Camille Saint-Saëns komponierte Karneval der Tiere mit dem Untertitel Grande fantaisie zoologique im Januar 1886 in einem kleinen österreichischen Dorf. Hier verarbeitete er in nur wenigen Tagen frühe Skizzen zum Carnaval, die aus einer Zeit stammten, als er als Lehrer an einer Privat-Musikschule in Paris tätig war (1861/65). Als dort musikalische Parodien auf dem Lehrplan standen, wurde Saint-Saëns von seinen Schülern überredet, eine seiner vielen Ideen für ein humorvolles Musikstück zu verwirklichen. Schon damals soll der Titel des Werkes entstanden sein. In den meisten Sätzen parodiert Saint-Saëns populäre Lieder sowie Kompositionen von vor allem französischen Komponisten und seinen eigenen Danse Macabre.
Als Anlass, das Werk niederzuschreiben, gilt ein Konzert, das der damals bekannte Cellist Charles Lebouc alljährlich am Fastnachtsdienstag gab. Am 9. März 1886 wurde der Karneval der Tiere, mit Camille Saint-Saëns und Louis Diémer als Pianisten, uraufgeführt.
Saint-Saëns entschied sich zunächst jedoch, das Werk für Kammerorchester nicht zu veröffentlichen. Denn abgesehen davon, dass der Komponist in den Stücken Tierstimmen durch die Instrumente imitierte, hatte er mehrere seiner Berufskollegen, zum Beispiel Jacques Offenbach bei den „Schildkröten“ und Hector Berlioz sowie Felix Mendelssohn Bartholdy beim „Elefant(en)“, zitiert. Die Tonfolge sol-do-re-do-ti erscheint allerdings bereits in dem Werk Nunc velit Navitas von Giovanni Pierberti da Cittadina, einem wenig bekannten italienischen Komponisten des 16. Jahrhunderts. Eine von Gioachino Rossinis Arien wurde offenbar unter den Fossilien parodiert. So erschien das Werk bei seinem Verleger Jacques Durand erst postum am 16. Dezember 1921. Die Wiederaufführung des Werkes fand zur Karnevalszeit am 25. Februar 1922 unter der Leitung von Gabriel Pierné in Paris statt.

## Orchesterbesetzung
Holzblasinstrumente: Flöte (spielt auch Piccoloflöte in Nr. 14), Klarinette (in B und C)

Schlaginstrumente: Xylophon, Glasharmonika (häufig ersetzt durch Glockenspiel oder Celesta)

Tasteninstrumente: Klavier I, Klavier II

Streichinstrumente: Violine I, Violine II, Viola, Violoncello und Kontrabass

## Stücke
Der Karneval der Tiere gehört zum Genre der Programmmusik.
1. Introduction et Marche royale du Lion (Introduktion und königlicher Marsch des Löwen) stellt den Einzug der Tiere in eine Arena dar, im Mittelplatz ist mehrfach deutlich der „König der Tiere“, nämlich der Löwe, zu vernehmen, der mit einem tiefen Brüllen sein Maul aufreißt.
Instrumente: Klavier I, Klavier II, Streicher (1. + 2. Violine, Viola, Violoncello und Kontrabass).
Einleitung: Takte 1–12 Andante maestoso, 4⁄4-Takt. Beide Klaviere führen über alle Takte ein an einen Trommelwirbel gemahnendes Tremolo aus und enden im Schlusstakt mit einem ff-Glissando über die ganze Tastatur. Unterstützt werden sie von allen Streichern mit kleinen aufsteigenden Tonschritten.
Überleitung zum Marsch: Takte 13–17, Allegro non troppo, hier leiten die Klaviere mit Fanfaren-Rhythmen zum Marsch über.
Der Königsmarsch: ab Takt 18, Piu Allegro, gespielt von den Streichern und begleitet von markanten Marschrhythmen der Klaviere.
Tierporträt: Tierstimme des Löwen. Das Löwengebrüll imitieren Klaviere und Streicher durch schnelle auf- und abwärtsführende, chromatische Triolenläufe, die dynamisch unterstützt werden (aufwärts crescendo, abwärts decrescendo).
2. Poules et coqs (Hühner und Hähne), Allegro moderato, 4⁄4-Takt, f
Instrumente: Klarinette in B, Klavier I, Klavier II, 1. Violine, 2. Violine, Viola.
Tierporträt: Tierstimmen der Hühnervögel
 – werden durch die Streichinstrumente vorgestellt. Wildes „Gezeter“ lässt den Gedanken an eine Schar pickender und streitender Hühner zu. Das „Gackern“ der Hühner imitieren die Streicher, das „Kikeriki“ der Hähne die Klaviere und die Klarinette.
3. Hémiones (Animaux veloces) (Halbesel (schnelle Tiere)), Presto furioso, 4⁄4-Takt, f
Instrumente: Klavier I, Klavier II.
Tierporträt: Von der Schnelligkeit der Steppentiere
Die Darstellung bezieht sich in ihrem Wesen auf Fluchttiere (wie Gazellen, Zebras etc.). Die hierzu durch die Klaviere intonierten Läufe werden in rasendem Tempo über vier Oktaven präsentiert. Sie lassen so ein Bild von der Schnelligkeit der Steppentiere entstehen.
4. Tortues (Schildkröten), Andante maestoso, 4⁄4-Takt, pp
Die Instrumente: Klavier I, Streicher
Tierporträt: Von der Langsamkeit der Kriechtiere.
Parodie I: „La,la,la,la,la, partons, marchons!“
Parodie II: „Ce bal est original d’un galop infernal…!“ aus Orpheus in der Unterwelt von Jacques Offenbach.
Dieses Stück ist eine der erwähnten Veralberungen eines Komponisten, die Saint-Saëns sich leistete. Grundlage für dieses Stück ist der bekannte Can-Can, zu dessen wilder Musik die Tänzerinnen kreischend und juchzend ihre Beine so weit hochreißen, dass der Zuschauer Einblick unter ihre Röcke erhält. Bei den Tortues gewinnt der Zuhörer den Eindruck, das Stück von Offenbach sei der Zeitlupe zum Opfer gefallen. Dreimal langsamer (und damit müde und schleppend) wird der Can-Can, der ehemals schnellste Tanz der Welt, von den Streichinstrumenten unisono präsentiert. Die Triolen im Klavier unterstreichen noch diese Langsamkeit (Achtel gegen Triolen).
5. L’Éléphant (Der Elefant), Allegretto pomposo, 3⁄8-Takt, f

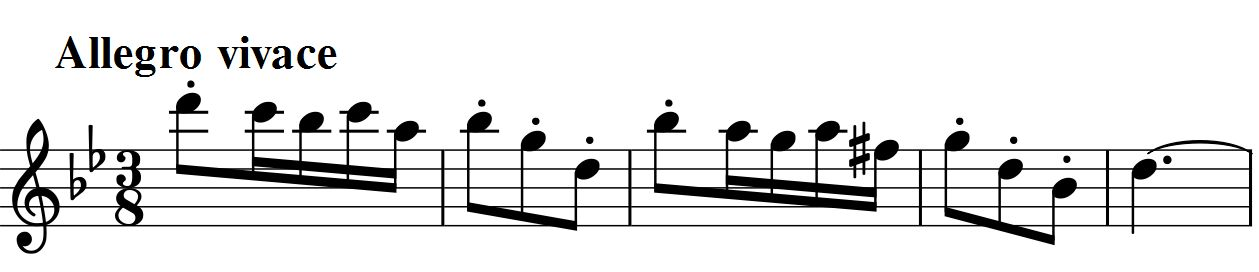
Felix Mendelssohn Bartholdy: Sommernachtstraum, Scherzo, Ausschnitt der Violinstimme

In der Klavierbegleitung schwerfälliger Walzertakt, die eigentlich leichtfüßige Melodie wird – auch durch bewusst schwerfälliges Spiel auf dem Kontrabass – ins Groteske gezogen.
Instrumente: Klavier II, Kontrabass
Tierporträt: Dressurakt in der Arena
Parodie: Danse des sylphes aus La damnation de Faust op. 24 von Hector Berlioz, Scherzo aus der Schauspielmusik zum Sommernachtstraum von Felix Mendelssohn Bartholdy.
Hier fügt Saint-Saëns mit feiner Ironie zwei weitere Zitate ein. Der Kontrabass versucht sich an dem aus Fausts Verdammnis entnommenen filigranen Elfentanz (Danse des Sylphes) und am äußerst lebendigen Scherzo aus dem Sommernachtstraum.
Die normalerweise Diskantinstrumenten vorbehaltenen Themen klingen damit eher unbeholfen und trampelig. Das Klavier II übernimmt die Begleitung im Walzertakt.

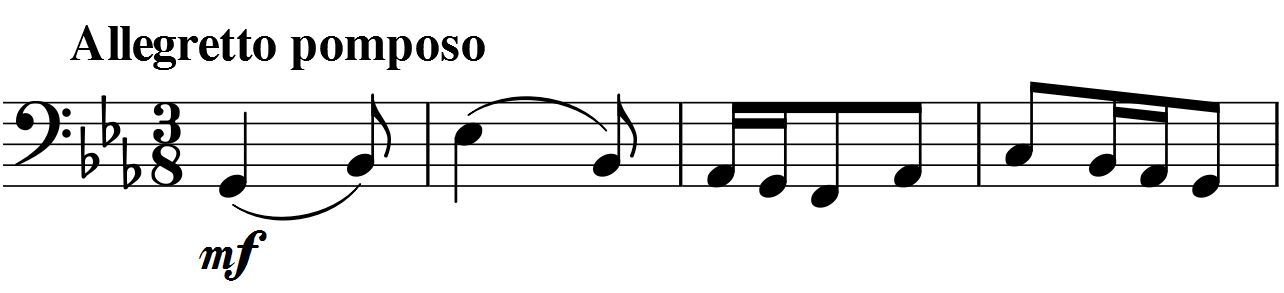
L’Éléphant: Beginn des Mittelteils

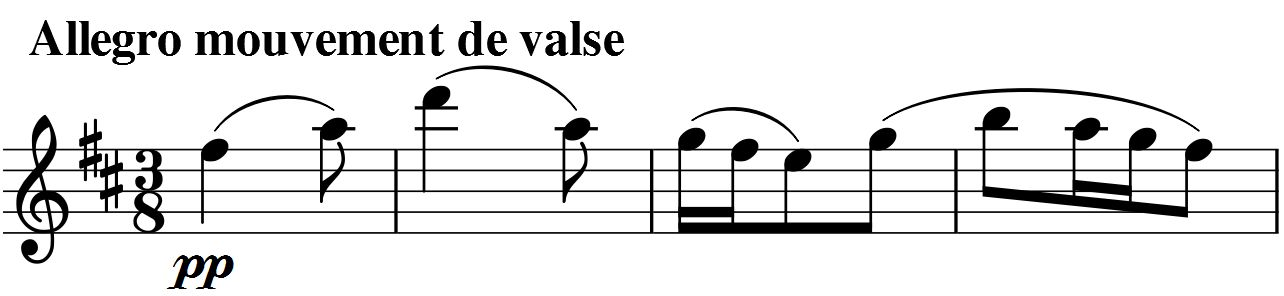
Hector Berlioz: Tanz der Sylphen, Beginn, Violine 1

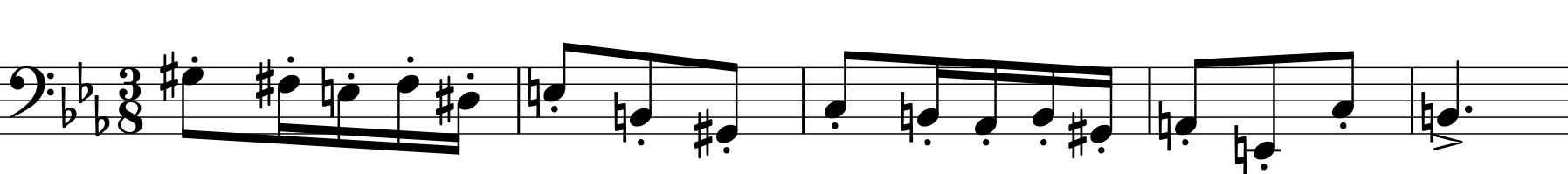
L’Éléphant: Fortsetzung des Mittelteils

6. Kangourous (Kängurus), Moderato, 4⁄4-Takt.
Instrumente: Klavier I und Klavier II
Tierporträt: Hüpfende Fortbewegung der Beuteltiere.
Die Kängurus werden von den zwei Klavieren vorgestellt und sind in ihrer hüpfenden Art zu erkennen. Sie bewegen sich abwechselnd fort. Ihre Sprünge beginnen langsam und werden immer schneller (accelerando), bis sie schließlich ihr Tempo wieder verlangsamen (ritardando).
7. Aquarium (Das Aquarium), Andantino, 4⁄4-Takt, pp
 Instrumente: Flöte, Glasharmonika, Klavier I, Klavier II (una corda),
 Violine I, Violine II, Viola und Violoncello (con sordino).
 Die hier eingesetzte Glasharmonika ist ein idiophones Friktionsinstrument, dessen feiner ätherischer Klang durch Reiben der Glasschalen mit wasserbenetzten Fingerkuppen entsteht.
 Zur Zeit Camille Saint-Saëns’ hatte das Instrument seine Hochblüte längst überschritten und war wegen seines geringen Klangvolumens aus der Mode gekommen. Saint-Saëns hat die Glasharmonika mit dem Aquarium (Glasbehälter) verknüpft: hier das Glasgehäuse zum Aufnehmen von Wasser als Lebensraum für Wassertiere, dort die Glasharmonika mit Glasschalen und Wasser zum Erzeugen von Klängen.
 In der heutigen Aufführungspraxis nimmt man auch anstelle der Glasharmonika als Ersatzinstrument das Orchesterglockenspiel, das Klaviaturglockenspiel oder die Celesta.
 Tierporträt: Zierfische
 Ein Stimmungsbild. Die Bewegungen in der Musik und die perlenden Läufe der Klaviere gemahnen an ein sich sanft bewegendes Wasser mit von der Glasharmonika „gemalten“, aufsteigenden Luftblasen.
8. Personnages à longues oreilles (Persönlichkeiten mit langen Ohren), ad lib., ¾-Takt, ff
 Instrumente: Violine I, Violine II
 Tierporträt: Tierstimmen
 Mit diesem Titel sind Hausesel gemeint. Der typische Eselsschrei, das langgezogene „I-aah“, wird von den Violinen präsentiert.
9. Le Coucou au fond des bois (Der Kuckuck in der Tiefe des Waldes), Andante, ¾-Takt, pp.
 Instrumente: Klarinette in B (dans la coulisse), Klavier I, Klavier II
 Tierporträt: Kuckucksruf aus der Ferne
 Ein Stimmungsbild. Die ruhige Musik steht für die Atmosphäre eines unbelebten Waldes, dargestellt durch die Klavierbegleitung, die aus leise gespielten Akkorden besteht. Aus der Ferne ist immer wieder der Ruf des Kuckucks (intoniert durch eine Klarinette mit fallender großer Terz d2 – b1 (klingend: c2 – as1)) zu vernehmen.
10. Volière (Das Vogelhaus), Moderato grazioso, ¾-Takt, p
 Instrumente: Flöte, Klavier I, Klavier II, Streicher
 Tierporträt: Vogelstimmen
 Ganz anders präsentiert sich die Volière. Lebhaft geht es in dem Vogelkäfig zu, ein Stück, das ganz auf die Querflöte zugeschnitten ist, die ein fröhliches Vogelgezwitscher imitiert: schnelle, ausgeschriebene Trillerketten, Akkordbrechungen und chromatische Läufe ahmen das Fliegen und Flattern der kleinen Vogelhausbewohner nach. Die Klaviere mit ihren kurzen Tonrepetitionen, chromatischen Läufen, Vorschlägen und Trillern in hohen Lagen imitieren den Gesang exotischer Vögel. Das Tremolo der hohen Streicher vermittelt ein ständiges Schwirren in der Luft; nur die Celli und Bässe mit ihren Pizzicati sorgen für etwas Ruhe.
11. Pianistes (Pianisten), Allegro moderato, 4⁄4-Takt, f
 Instrumente: Klavier I, Klavier II, Streicher
 Tierporträt: Pianisten
Tiere locken in Tiergärten Jahr für Jahr viele Neugierige an, und auch Pianisten verstehen sich darauf, mit ihrer Musik immer wieder ihr Publikum anzuziehen. Saint-Saëns, der selbst ein hervorragender Pianist war und zahlreiche anspruchsvolle Klavierwerke sowie fünf Klavierkonzerte komponiert hatte, lässt hier die zwei Klavierspieler, die an einer an Carl Czerny gemahnenden Klavier-Etüde ihre Fingerfertigkeiten beweisen wollen, Tonleitern exerzieren. Nach anfänglichem „Warmspielen“ bringen sie nunmehr ihre Etüde mit Begleitung der Streicher bravourös zu Ende, Applaus.
12. Fossiles (Fossilien), Allegro ridicolo, 2⁄2-Takt, ff
Instrumente: Klarinette in B, Xylophon, Klavier I, Klavier II, Streicher
Tierporträt: versteinerte Tiere
Das Stück Fossiles, in Rondoform mit der Überschrift „Allegro ridicolo“, besteht aus einer Reihe von Zitaten, größtenteils aus zur Zeit Saint-Saëns’ ältlichen, aber dennoch bekannten und beliebten Stücken. Ein kurioses Instrument ist dabei das Xylophon. Zur Entstehungszeit des Karnevals (1886) war es im Orchester noch längst nicht etabliert. Camille Saint-Saëns war es, der mit seiner symphonischen Dichtung Danse macabre (1876) das Xylophon als neues Orchesterinstrument in die „klassische“ Orchesterliteratur einführte. Denn wohl kein anderes Instrument ist so prädestiniert, den Fossilien zur neuen Lebendigkeit zu verhelfen. Die Klangholzstäbe, aus gut ausgetrocknetem und lang abgelagertem Hartholz hergestellt, sind selbst schon „versteinert“. Ihr scharfer spitzer Klang könnte dem der Fossilien sehr ähnlich sein. Der Name des Satzes stammt daher, dass die zitierten Werke alle unzählige Male aufgeführt wurden und somit „totmusiziert und schließlich zu Fossilien der Tonkunst versteinert“ sind.
Insgesamt sechs Werke zitiert und parodiert Saint-Saëns in diesem Satz:
Zitat I: Im Hauptthema des Satzes wird das Knochenklappern der Fossilien durch das Xylophon repräsentiert, dessen wirbelnde Melodie auf den Hartholzstäben den Eindruck von tanzenden Knochentieren beschwört. Das Gebein-Motiv hierzu stammt aus dem Danse Macabre, ebenfalls von Saint-Saëns, es wird vom 1. Klavier und dem Xylophon gespielt.
Zitat II: Beide Klaviere und alle Streicher spielen die Volksliedmelodie J’ai du bon tabac.
Zitat III: Des Weiteren wird die schon im 18. Jahrhundert bekannte Melodie des französischen Volksliedes Ah! Vous dirai-je maman verwendet, dessen Anfangstakte Mozart zum Thema seiner zwölf Klaviervariationen (KV 265) inspirierte. Das Thema des Liedes erklingt in den Klavieren in einem polyphonen Klangefüge, wodurch eine sehr unruhige Wirkung entsteht und dieses eigentlich eher ruhige Volkslied parodiert wird.
Zitat IV: Au clair de la lune, ebenfalls ein französisches Volkslied, erklingt solistisch in der Klarinette.
Zitat V: Auch Partant pour la Syrie wird solistisch von der Klarinette gespielt. Die Romanze hat einen stolzen Charakter, da sie auch als inoffizielle Nationalhymne diente. Dieser wird durch die gegensätzliche an Tanzmusik erinnernde Begleitung des Klaviers parodiert.
Zitat VI: Direkt danach wird die beliebte Arie Una voce poco fa von Rosina aus Rossinis Barbier von Sevilla ebenfalls zitiert. Die Klarinette spielt ein Motiv aus dieser und wird dabei vom Xylophon imitiert und nachgeahmt, wodurch man auch hier von einer Parodie des Originals sprechen kann.
Zusammenfassend erkennt man, dass Saint-Saëns den Melodien und Motiven, die er zitiert, einen neuen Kontext gibt, und dadurch musikalische Komik im Satz Fossiles schafft.
13. Le Cygne (Der Schwan), Andantino grazioso, 6/4-Takt, pp
Instrumente: Violoncello, Klavier I, Klavier II
Tierporträt: weißer Wasservogel
Ein Stimmungsbild. Es ist das einzige Stück aus dem „Karneval der Tiere“, zu dem Camille Saint-Saëns zu seinen Lebzeiten gestanden hat. Ein prachtvoller Schwan gleitet auf einem See dahin. Der Größe und Schönheit des Tieres angemessen, wird die Romanze vom Violoncello in seiner tenoralen Stimmlage gespielt. Dieses Stück wurde auch als Musik zu dem Tanz-Solo Der sterbende Schwan bekannt.
14. Final (Das Finale), Molto allegro, 4⁄4-Takt
Instrumente: Piccoloflöte, Klarinette in C, Glasharmonika, Xylophon, Klavier I, Klavier II, Streicher
 Mit dem Finale schließt sich der Kreis der Tierporträts. Wie schon in der Introduktion des Königsmarsches eröffnen die Klaviere, diesmal unterstützt von der Piccoloflöte, der Klarinette, der Glasharmonika und dem Xylophon, mit einem brillanten Tremolo das Finale. Nach zehn Takten münden die Einleitungstakte in einem sehr schnellen Galopp. Hier treten die Tiere noch einmal zusammen auf. Man kann erkennen, dass fast alle der zuvor präsentierten Tiere noch einmal einen kurzen Auftritt haben.

## Literarische Bearbeitungen
Camille Saint-Saëns’ Karneval der Tiere ist vielfach verarbeitet worden. Neben mehreren Bilderbuchfassungen gibt es u. a. folgende deutsche Titel:
- Loriot: Karneval der Tiere. Schott, Mainz 1997, ISBN 3-7957-5311-2.
- Peter Ustinov: Karneval der Tiere. Kiepenheuer & Witsch, Köln 2001, ISBN 3-462-03004-3.
- Marko Simsa: Der Karneval der Tiere. Annette Betz, Wien / München 2002, ISBN 3-219-11015-0.
- Roger Willemsen: Karneval der Tiere. Eichborn, Frankfurt am Main 2003, ISBN 3-8218-0947-7.
  - Roger Willemsen: Karneval der Tiere. Heyne, München 2005, ISBN 3-453-40104-2.
- Boris Aljinovic: Karneval der Tiere. O-Ton-Produktion, Berlin 2006, ISBN 3-9810256-5-2.
- Siegfried Carl: Zoologische Fantasie. In: Feier der Töne – Gedichte zu Musik. BoD, Norderstedt 2021, S. 21–37. ISBN 978-3-7534-9503-3.

## Filmische Umsetzungen
- 1990: Zülal Aytüre-Scheele (Regie): Karneval der Tiere (filmische Animation des gesamten „Karnevals“ mit Origami-Papierfiguren).

## „Karneval der Tiere“ als Filmmusik
- 1969: Das total verrückte Campingparadies (Regie: Gerald Thomas): in diesem Film aus der Carry-On-Filmreihe wird bei jedem Auftritt der Figur Miss Haggerd (Hattie Jacques) L’Éléphant als Leitmotiv verwendet.
- 1978: In der Glut des Südens (Regie: Terrence Malick): Aquarium wird verwendet und findet sich auch als erstes Stück auf der Soundtrack-LP.[11]
- 1993: Die tödliche Maria (Regie: Tom Tykwer): Tortues (Schildkröten) wird von der Hauptdarstellerin Nina Petri gesungen und später auch im Hintergrund eingesetzt. Aquarium wird später ebenfalls im Hintergrund eingesetzt.
- 1998: Die Melodie von Le Cygne kommt mehrmals in Idioten vor.
- 2000: Walt Disney, Fantasia 2000 (Zeichentrickfilm): Flamingos spielen zu der Musik des „Finale“ Jo-Jo.
- 2004: Paweł Pawlikowski (Regie): My Summer of Love. Tamsin (Emily Blunt) spielt Le Cygne auf ihrem Cello, als sie von Mona (Nathalie Press) besucht wird; diese wiederum lebt in einem Pub namens „Swan“.
- 2007: In der Simpsons-Folge „Der perfekte Sturm“ („The Wife Aquatic“)[12] untermalt Aquarium Marges Erinnerungen.
- 2008: Aquarium wird im Trailer von The Curious Case Of Benjamin Button benutzt.
- 2012: Le Cygne wird in Dustin Hoffmans Regiedebüt Quartett solistisch von einem Bewohner gespielt.
- 2012: Volière, Pianistes und Le coucou au fond des bois kommen in der Tidenbucht in Moonrise Kingdom vor.
- 2019: Intrige (Regie: Roman Polański): Der Protagonist Picquart spielt auf dem Klavier den Anfang von Le Cygne.

Aquarium diente überdies als Inspirationsquelle für den Prolog im Zeichentrickfilm Die Schöne und das Biest von 1991.

## Hörbeispiel
Aufnahme des Seattle Youth Symphony Orchestra: Anhörenⓘ −2017

## Dokumentarfilm
- 2021: Holger Preusse, Philipp Quiring: Der Karneval der Tiere – Ein Musikstück erzählt. Dokumentarfilm, WDR, ARTE, 52 Min.[14]